# Helenius Henri de Cock
Helenius Henri de Cock (Kuala Simpang (Nederlands-Indië), 5 december 1881 – Southampton (Verenigd Koninkrijk), 5 januari 1946) was een Indische bestuurder en gouverneur.

## Levensloop
De Cock werd geboren als zoon van de KNIL-officier Hendrik de Cock en Alida Cornelia Stemfoort. Hij was gehuwd te Watergraafsmeer op 29 augustus 1906 (gescheiden) met Diderika Clasina Balk, geboren te Elburg op 10 oktober 1882, overleden te Den Haag op 2 april 1953. Hij was later gehuwd te Bojolali in 1927 met Charlotte Eliza Wheatley, geboren te Chennai (Brits-Indië) op 1 januari 1885, overleden te Amsterdam op 11 december 1952. Zij was eerder gehuwd te Singapore op 23 september 1905 (gescheiden) met Thomas Hartley.

## Loopbaan
De Cock werd op 26 oktober 1906 aangesteld tot burgerlijk ambtenaar ter beschikking van de directeur Binnenlands Bestuur van Nederlands-Indië. Daarna achtereenvolgens aspirant controleur op Java en Madoera 1907, controleur residentie Kediri 1909 en te Samarang 1913. Student aan de Nederlands Indische academie in 1916. Controleur op Java en Madoera (residentie Djokjakarta) in 1919. In dat jaar werd hij ter beschikking gesteld van de resident van Surakarta om deze bij te staan bij de behandeling van agrarische en andere belangrijke aangelegenheden. Assistent resident van Boyolali (residentie Soerakarta) en tevens belast met de behandeling van agrarische en andere belangrijke aangelegenheden in 1922. Daarna achtereenvolgens assistent resident van Klaten (Surakarta) 1924, resident van Klaten 1928, te Bagelen (Midden-Java) 1930 en van Soerabaja 1932, waarnemend gouverneur van Jogjakarta, tevens van Surakarta 1932 en gouverneur van Jogjakarta 1933-1934.
Ridder in de Orde van de Nederlandse Leeuw (bij Koninklijk besluit van 3 november 1934, nr. 50). In de voordracht van de gouverneur-generaal werd over De Cock onder meer geschreven "In verband met zijn groote kennis van de Vorstenlandsche aangelegenheden werd hij in October 1932 belast met het bestuur over het Gouvernement Jogjakarta en in december daarop volgend tevens met dat van Soerakarta. Gedurende een vijftal maanden voerde hij aldus het bestuur over twee gewesten, om in mei 1932 definitief te worden benoemd tot Gouverneur van Jogjakarta".
- International Standard Name Identifier: 0000 0003 9512 4294
- Nederlandse Thesaurus van Auteursnamen: 197033172
- Virtual International Authority File: 289805712
- WorldCat: E39PBJbCKbDCRPPhyxmtj38Qv3